# Eremostachys hajastanica
Eremostachys hajastanica là một loài thực vật có hoa trong họ Hoa môi. Loài này được Sosn. ex Grossh. mô tả khoa học đầu tiên năm 1932.